# Çaykənd
Çaykənd (Azerbeidzjaans ook gespeld als Chaykend of Chaikend, uitgesproken als: Tsjajkend; Armeens: Գետաշեն Getasjen) is een dorp (kəndi) in  Azerbeidzjan. Çaykənd ligt in het district Göygöl. De plaats had tot 1992 een overwegend etnisch-Armeense bevolking, hoewel de plaats niet binnen de Nagorno-Karabachse Autonome Oblast lag, en was bekend onder de naam Getasjen. In de zomer van 1992 werd Getasjen veroverd door het Azerbeidzjaanse leger, ondersteund door troepen van de Sovjet-Unie. De lokale Armeense bevolking werd met geweld verdreven. De plaats kreeg de naam Çaykənd en werd bevolkt met etnische Azerbeidzjanen waarvan sommige uit Armenië en Nagorno-Karabach zijn gevlucht.
Çaykənd telt tegenwoordig ongeveer 2236 inwoners.